# Münzprägung in Athen im Hellenismus
Athen zählte zu den einflussreichsten Städten der Antike, dies spiegelt sich auch in der Münzprägung wider. Kaum eine andere Stadt produzierte so lang anhaltend Münzen. Im Verlauf von fünf Jahrhunderten wurden so zahlreiche Silber-, Bronze- und Goldmünzen geprägt. Besonders der Hellenismus weist eine Vielzahl von interessanten Prägungen auf.

## Silbermünzen

### Pi-Stil
Athen hatte durch den Besitz der Silberminen bei Laurion ein großes Silbervorkommen, weshalb es nicht nur zu den ersten Staaten gehörte, die Silbermünzen prägten, sondern auch der Großteil der geprägten Münzen im Hellenismus aus Silber bestand.
Zu Beginn des Hellenismus wurde der Pi-Stil, der bereits in der Klassik begann, fortgeführt.
Dabei handelt es sich um eine florale Verzierung auf dem Helm der Athena (der Stadtgöttin Athens), auf dem Avers (der Vorderseite) der Münze. Der Revers (die Rückseite der Münze) blieb unverändert und bildete weiterhin eine zentral gelegene Eule, einen Olivenstrauch, eine Mondsichel und die Buchstaben Alpha, Theta und Eta (AΘE), welche für Athen stehen, ab.
Der Pi-Stil wurde von Jean Bingen 1969 in fünf Phasen unterteilt, wovon die fünfte Phase ca. 350–294 v. Chr. datiert ist und somit relevant für die Epoche des Hellenismus.
An dieser Stelle ist hinzuzufügen, dass die Stile durchaus sequentiell geprägt wurden, es allerdings zu Überlappungen einzelner Stile kommen konnte, da die Stempel des vorherigen Stils bis zum Verschleiß weiterhin genutzt wurden.
Die Prägung des Pi-Stils endete mit dem Einzug von Demetrios I. Poliorketes nach Athen 294 v. Chr. Während der Besetzung Athens verringerte sich die Anzahl der geprägten Münzen massiv, bis hin zu Perioden von Inaktivität.

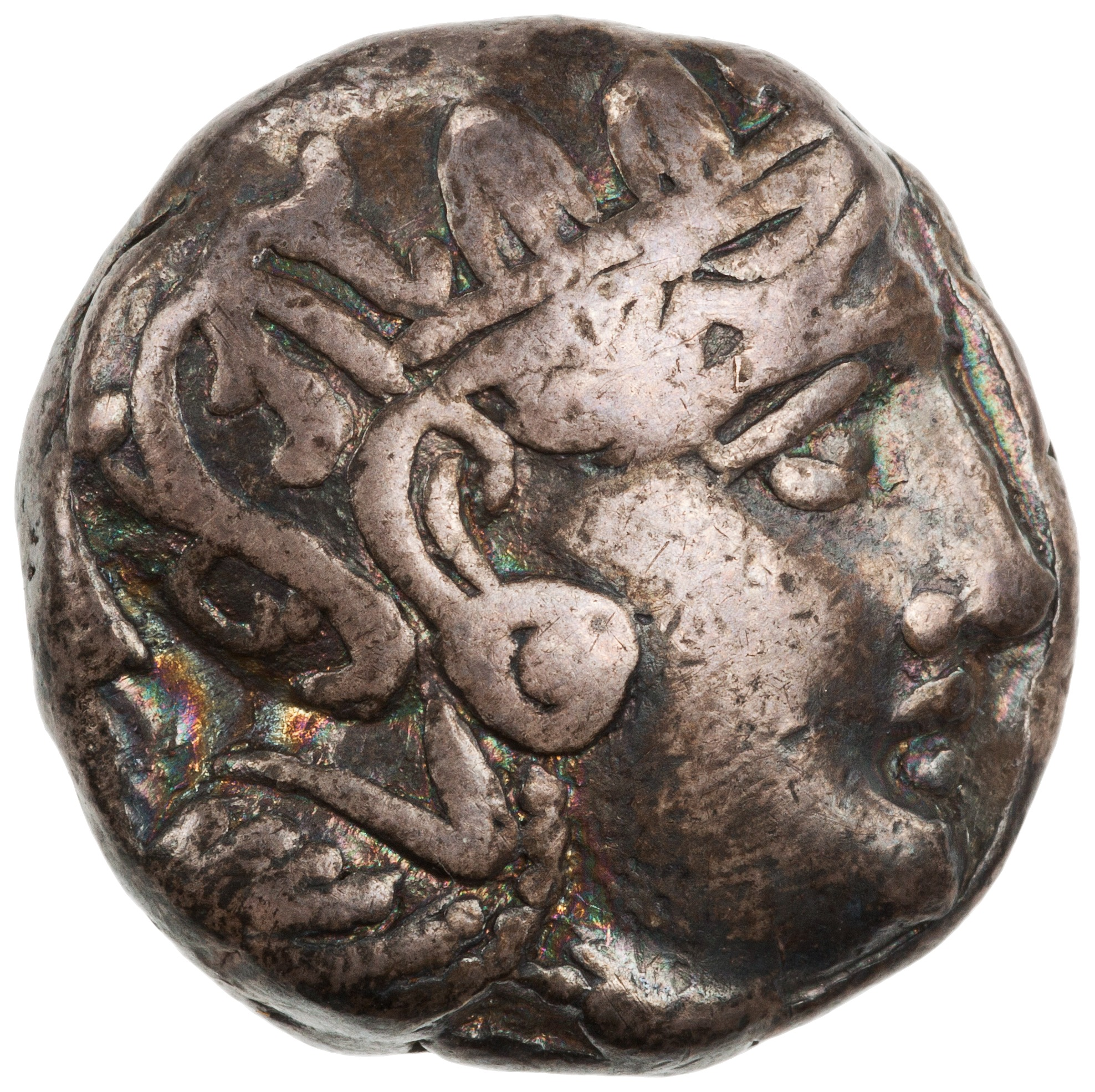
Silberne Tetradrachme aus Athen, 350–300 v. Chr., 16,95 g, Pi-Stil, Avers
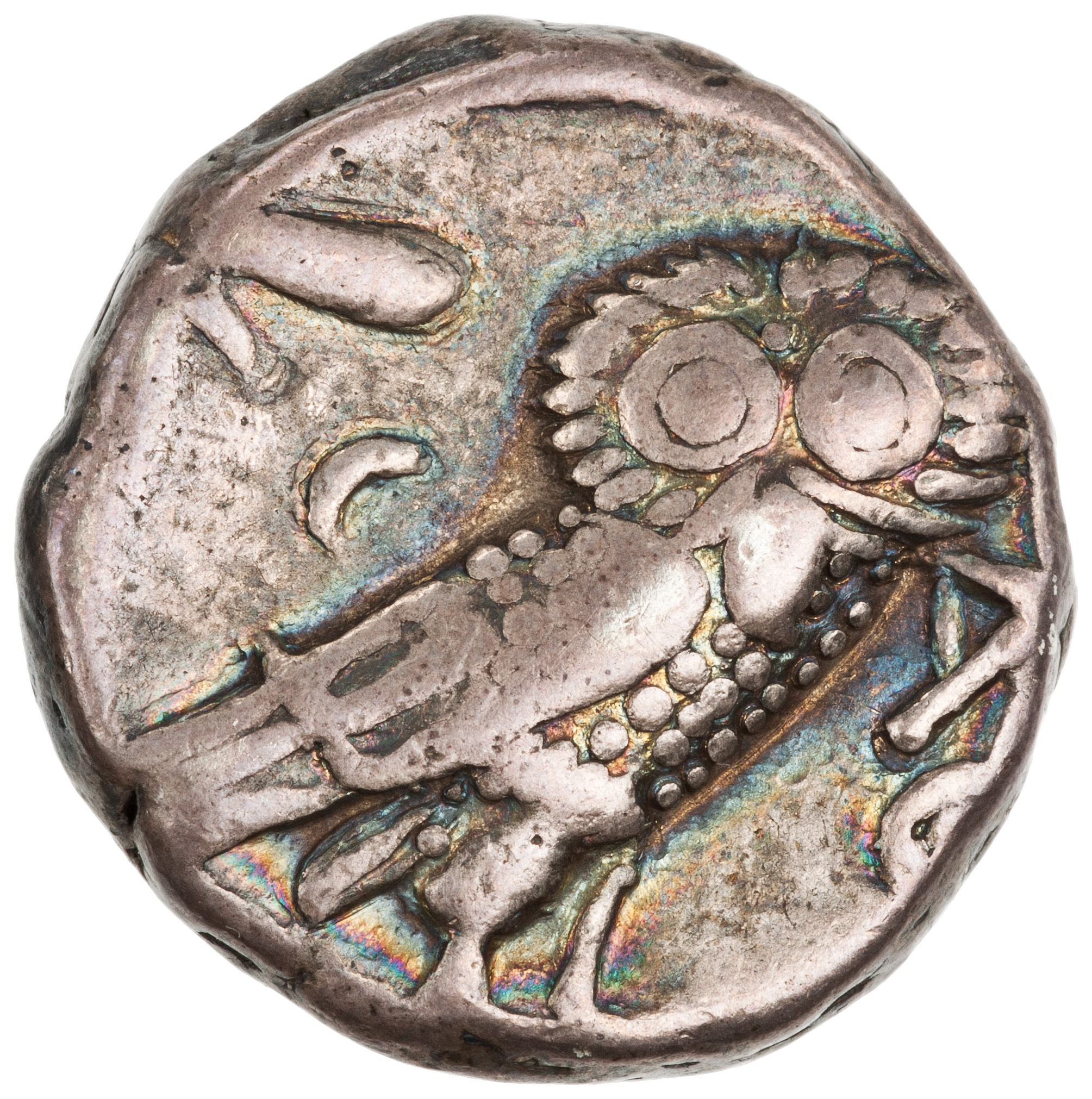
Silberne Tetradrachme aus Athen, 350–300 v. Chr., 16,95 g, Pi-Stil, Revers

### Quadrigidité-Stil
Nach der Vertreibung von Demetrios’ Truppen 286 v. Chr. wurde die Münzproduktion wieder aufgenommen und aus dem Pi-Stil entwickelte sich der Quadrigidité-Stil. Auch dieser ist geprägt von dem floralen Element auf dem Helm der Athene, das nun vier statt der vorherigen drei Abzweigungen aufweist. Darüber hinaus weist die Darstellung der Athena feinere Merkmale auf. Der Revers bleibt weiterhin konstant. Das Ende dieses Stils lässt sich auf ca. 262 v. Chr. datieren.
Aus diesem Beispiel folgt, dass es eine starke Korrelation zwischen politischen und gesellschaftlichen Ereignissen und der Münzprägung in Athen gab. Dies kann man auch in den folgenden Jahrhunderten sehen.

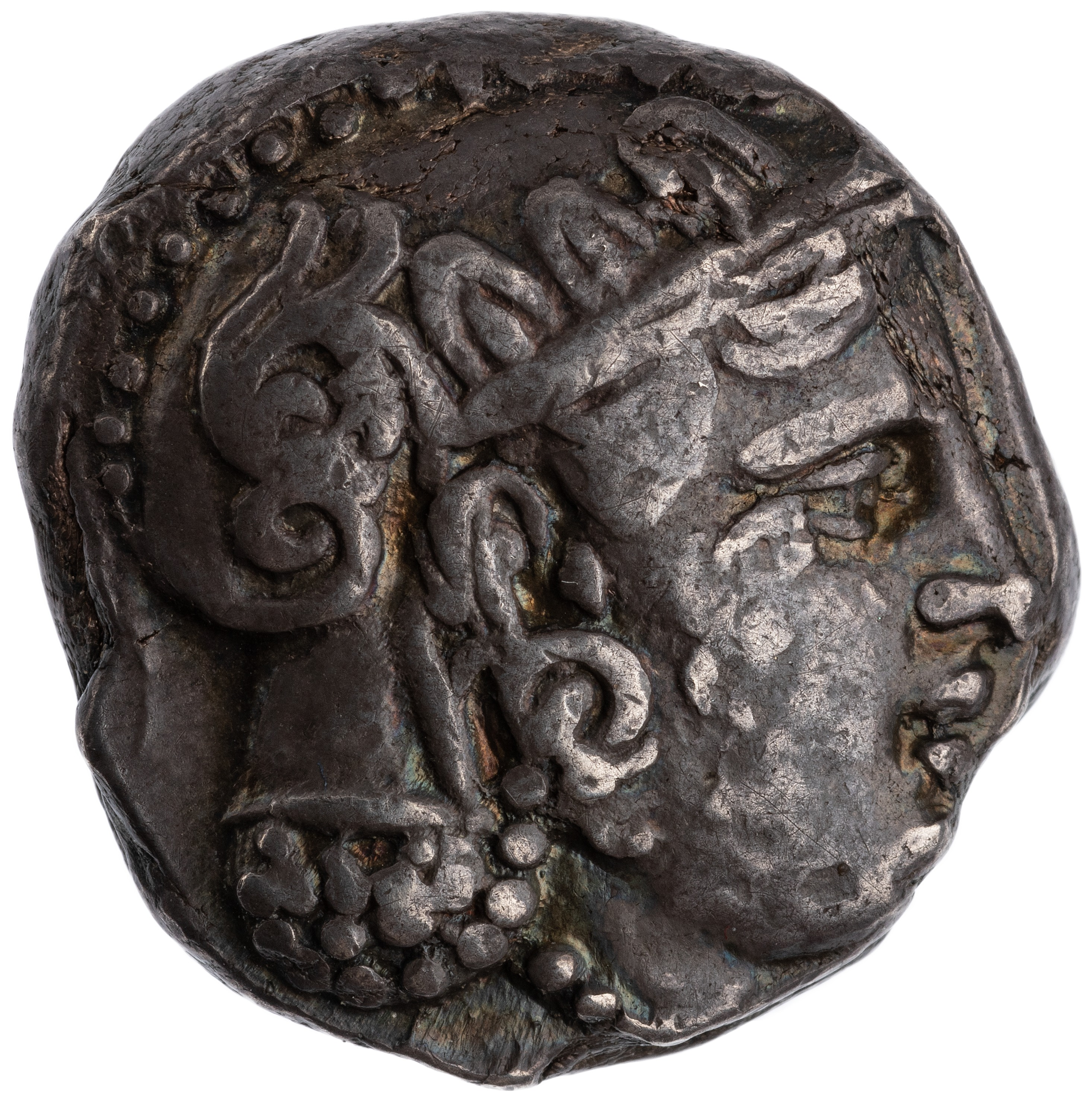
Silberne Tetradrachme aus Athen, 300–280 v. Chr., 17,2 g, Quadrigidité-Stil, Avers
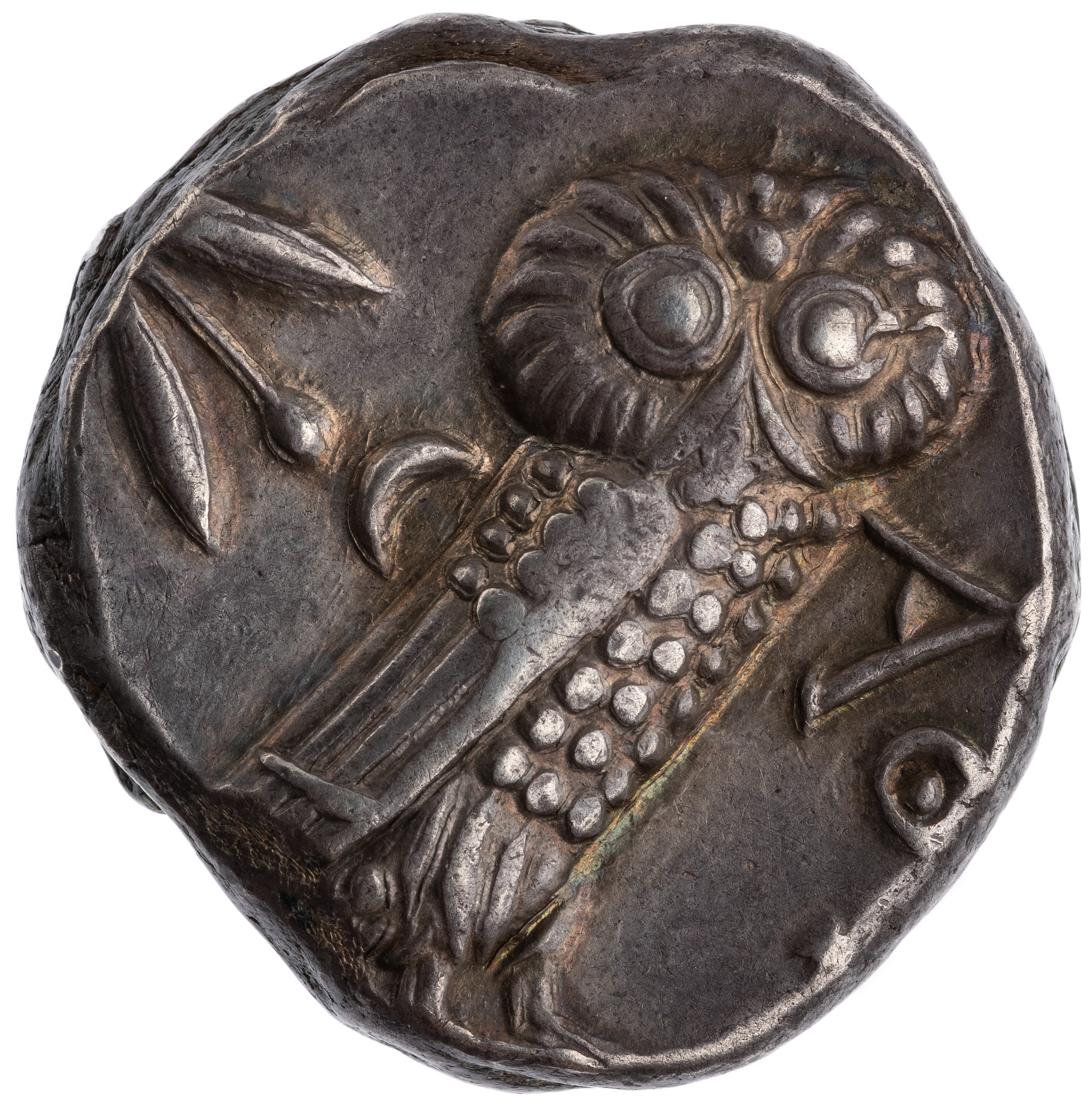
Silberne Tetradrachme aus Athen, 300–280 v. Chr., 17,2 g, Quadrigidité-Stil, Revers

### Politische Unruhen / Chremonideischer Krieg
Zwischen 267 und 261 v. Chr. wurde der Chremonideische Krieg geführt. Dabei handelte es sich um einen Konflikt zwischen Antigonos II. Gonatas und Ptolemaios II., dem sich 267 v. Chr. Athen und auch andere Städte anschlossen. Im Verlauf dieses Krieges belagerte Antigonos Athen, das 261 v. Chr. aufgrund von Nahrungsknappheit kapitulierte. Athen befand sich somit unter mazedonischer Herrschaft. In dieser Zeit waren verschiedene Münzen in Athen im Umlauf. Zunächst nahmen Mazedonische Tetradrachmen temporär den Platz der Athenischen Tetradrachmen ein. Darüber hinaus zirkulierten auch ägyptische Münzen, aber auch Athen selbst prägte zwei außergewöhnliche Silbermünzen. Zum einen eine Reihe von Pentobolen, die sich besonders durch die Eule mit erhobenen Flügeln und eine Amphora auf der Revers unterscheiden. Die Darstellung bzw. Pose der Eule ähnelt stark der Darstellung der Ptolemäischen Eulen auf deren Münzen. Außerdem wurden Tetrobole geprägt, deren Revers zwei Eulen, statt wie zuvor nur einer, aufweist. In beiden Fällen weicht auch die Darstellung der Athena leicht ab, so trägt sie nun einen Korinthischen Helm, statt des vorherigen Attischen Helms.
Beide dieser Münzen wurden vermutlich zur Bezahlung der Soldaten verwendet. Der Numismatiker Peter van Alfen vermutet, dass eine Tetrobole genau dem Wert einer täglichen Bezahlung eines Soldaten entsprach.

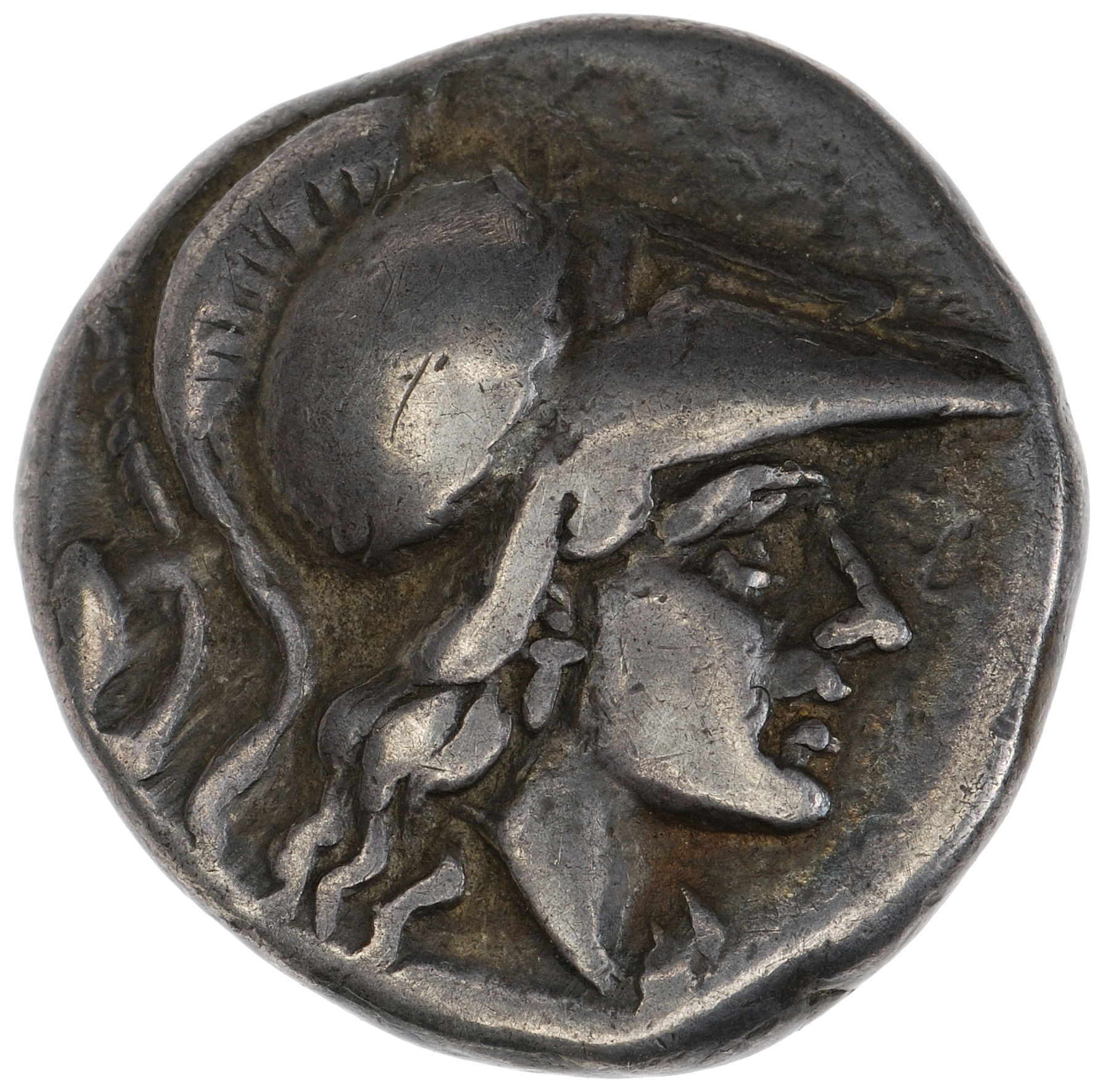
Silberner Pentobol aus Athen, 267–261 v. Chr., 3,48 g, 14,4 mm, Avers
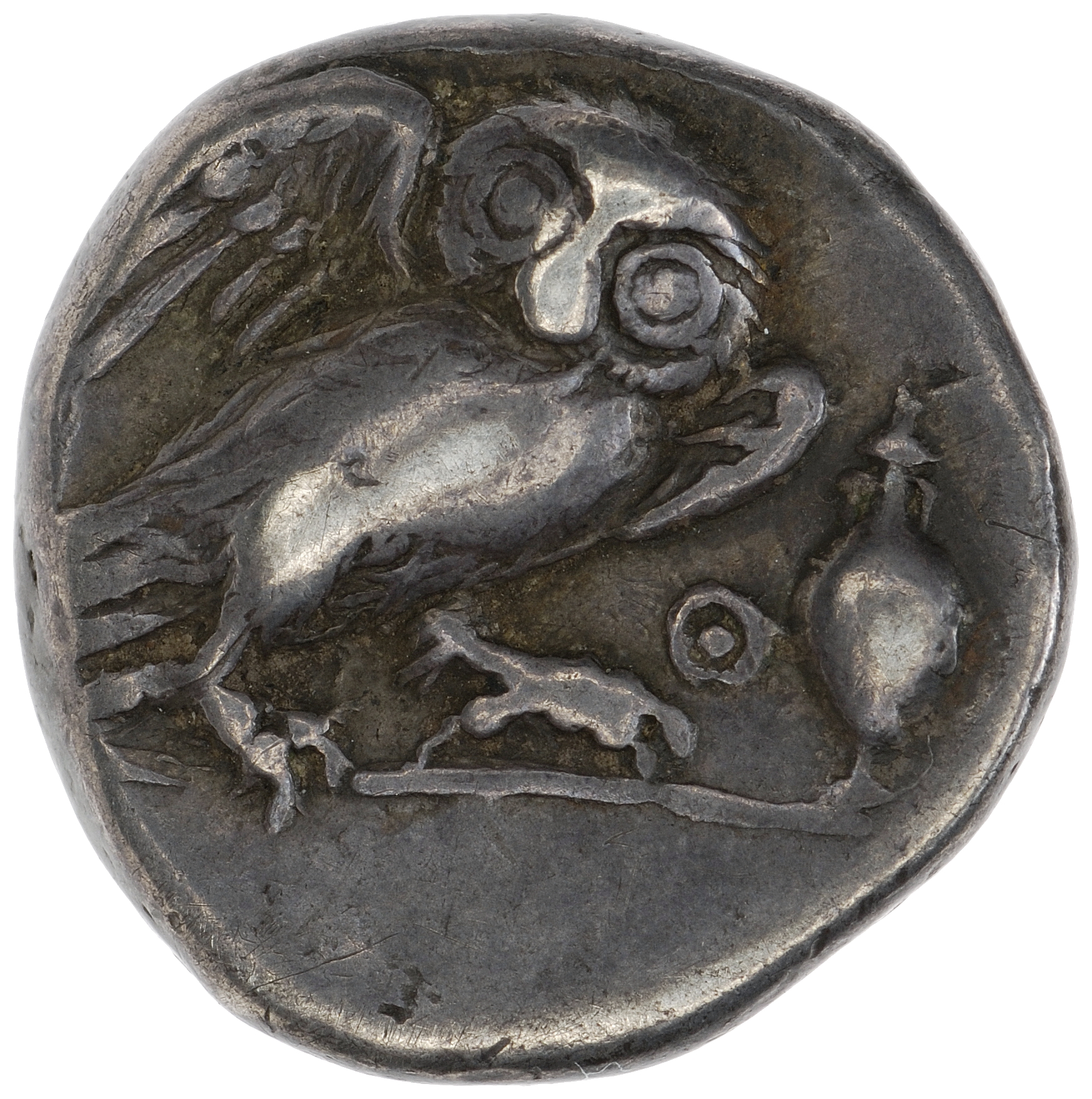
Silberner Pentobol aus Athen, 267–261 v. Chr., 3,48 g, 14,4 mm, Revers
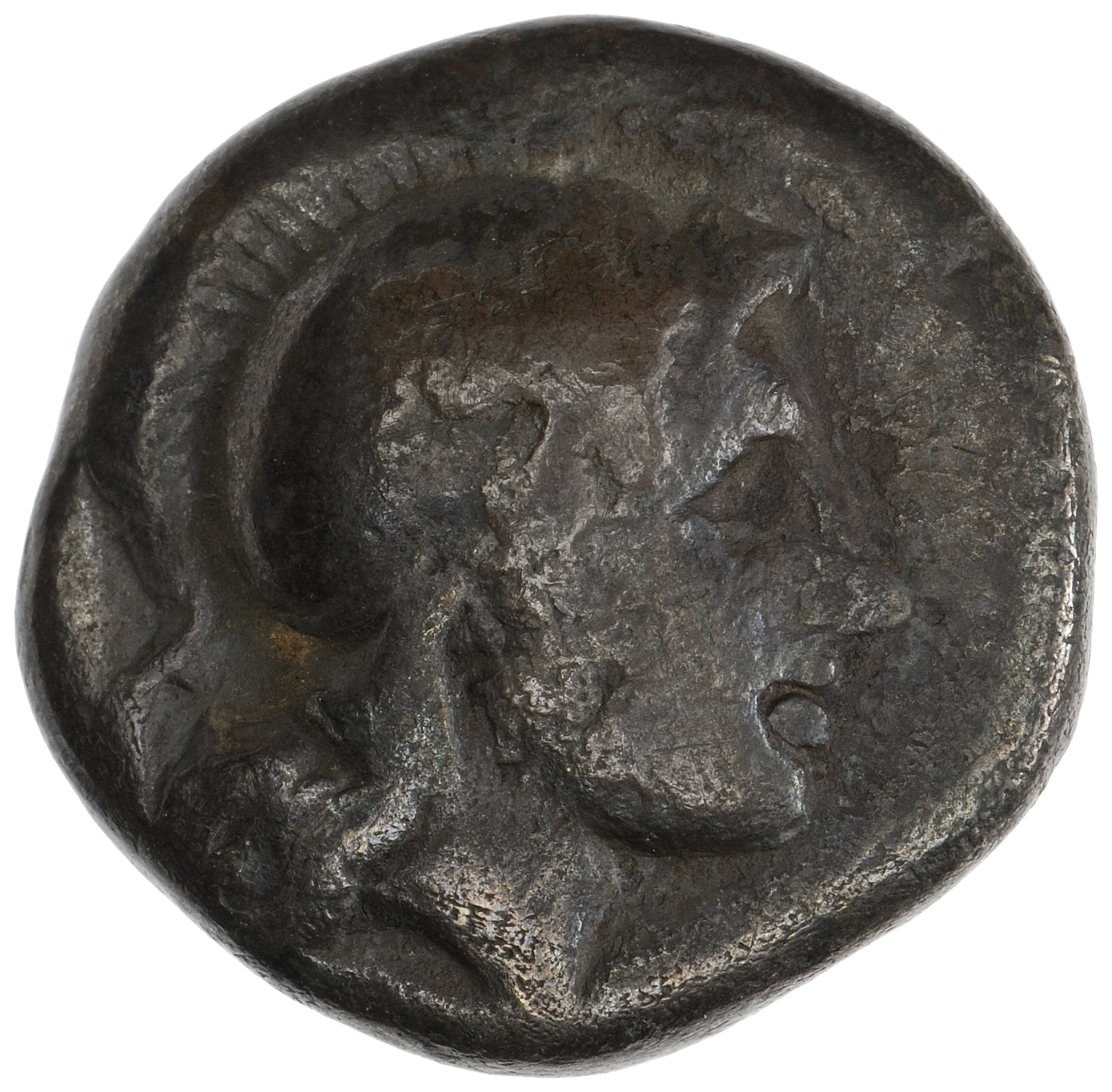
Silberner Tetrobol aus Athen, 267–261 v. Chr., 2,63 g, Avers
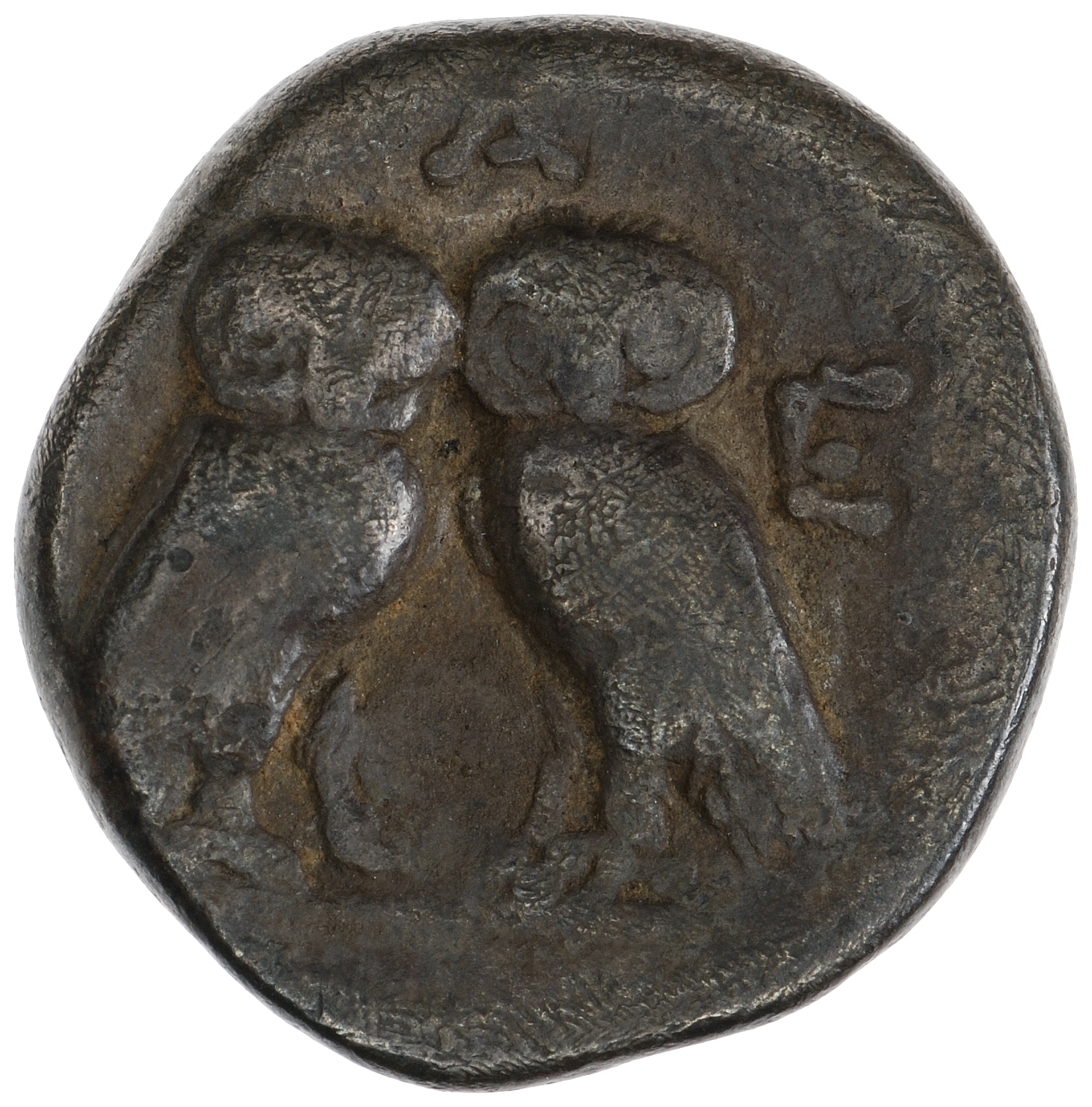
Silberner Tetrobol aus Athen, 267–261 v. Chr., 2,63 g, Revers

### Neuer Stil
Durch den Tod des Königs Demetrios II. 229 v. Chr. wurde Athen zur freien Stadt proklamiert.
Mit der neu gewonnenen Freiheit Athens kam es auch zur Wiedereröffnung der Silberminen. Beim wieder aufgenommenen Prägen wurde jedoch nicht der vorherige Stil fortgesetzt, vielmehr kam es zu einer Art „Übergangsstil“, dem Heterogenen Stil. Dieser wird auf ca. 260 bis 220 v. Chr. datiert und begann somit noch während des Chremonideische Krieg. Statt der zuvor recht konsistenten Gestaltung der Münzen traten dann uneinheitliche Designs auf. Es kommt zur Prägung neuer Symbole wie Schnecken, der alleinige Helm Athenas oder Eulen mit kleineren Augen. Darüber hinaus kommt es zu vielen Variationen zwischen Avers und Revers und zu unstimmigen Merkmalen.
Bezüglich dieser Münzen gibt es unterschiedliche Meinungen, zum Teil werden sie als Imitationen angesehen, um die hohe Nachfrage nach attischen Silbermünzen zu decken, andere sind der Meinung, sie seien von Athen in Auftrag gegeben und an einem anderen Ort geprägt worden, gerade in neueren Werken werden die Münzen als eigene Produktion Athens angesehen.
Danach folgte der so genannte „Neue Stil“, die genaue Datierung ist dabei jedoch noch umstritten. Auf der einen Seite steht die frühe Datierung von ca. 196/195 bis 88/87 v. Chr., eingeführt und vertreten von Margaret Thompson und auf der anderen die spätere Datierung, wonach die Prägung ca. 160 v. Chr. begann (siehe D. Lewis und C. Habicht).
Bekannt ist jedoch, dass dieser Stil in großer Quantität geprägt wurde. Hierbei konnte man sowohl eine Veränderung der Münzen als auch der Gestaltung sehen. Die Münzen behielten ihr Gewicht, wurden jedoch dünner und flacher. Der Kopf der Athena auf dem Avers teilte die Gestaltung der Phidias-Statue im Parthenon, so wies sie detaillierte Ohrringe statt der vorherigen Disken auf und trug eine neue Kette und einen Helm. Die Eule auf dem Revers hatte dann einen langen, schmalen Schnabel, keine Fransen auf dem Kopf und stand auf einer umgedrehten Preisamphore (vermutlich in Anlehnung an die panathenäischen Spiele). Im Hintergrund befand sich kein Olivenzweig mehr, sondern ein Olivenkranz.
Ergänzend dazu wurden neue Sicherheitsmaßnahmen getroffen: die Namen der zuständigen Magistrate wurden in Form von Monogrammen auf den Revers geprägt. Teilweise waren das bis zu drei Magistrate gleichzeitig mit teils sehr kurzer Amtszeit. Dazu kommen Buchstaben von A bis N auf der Amphora, um den Monat zu markieren, an dem die Münze geprägt wurde. Darunter befand sich teilweise ein weiterer Buchstabe, welcher die Mine oder Werkstatt markiert, in der die Münze geprägt wurde. Teilweise fanden sich noch weitere Symbole, wie beispielsweise auf dieser Münze: die Inschrift AΘE für Athen, links die Benennung von drei Magistraten, die Inschrift ANTI0X0Σ in Verbindung mit dem Seleukidischen Elefanten war vermutlich eine Anspielung auf Antiochus IV., der Zeit in Athen verbrachte, bevor er König wurde. Das Iota auf der Amphora verweist darauf, dass die Münze im September geprägt wurde und das Sigma und Omega darunter sind vermutlich ein Hinweis auf die Mine oder Werkstatt. Später im Hellenismus waren Athen und der Thessalischer Bund die einzigen, die noch immer Silbermünzen prägen, daher herrschte eine hohe Nachfrage. In den 20er-Jahren des 2. Jh. v. Chr. stieg diese erneut, da die Amphiktyonie forderte, dass alle Griechen bzw. griechischen Städte athenische Silbermünzen akzeptieren. Durch diese hohe Nachfrage kam es auch zu vielen Imitationen, beispielsweise aus Ägypten.

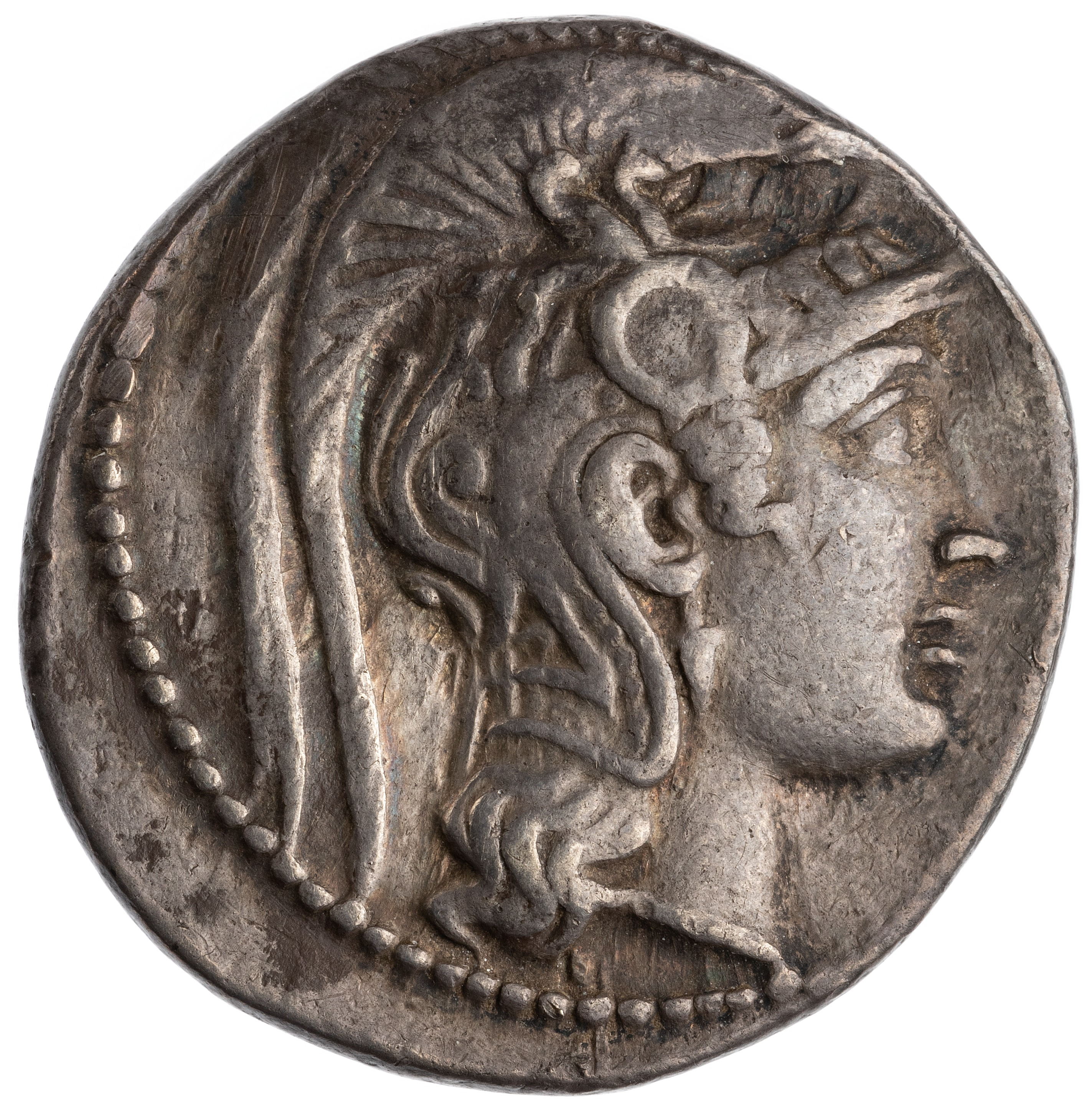
Silberne Tatradrachme aus Athen, 170–30 v. Chr., 16,74 g, Avers
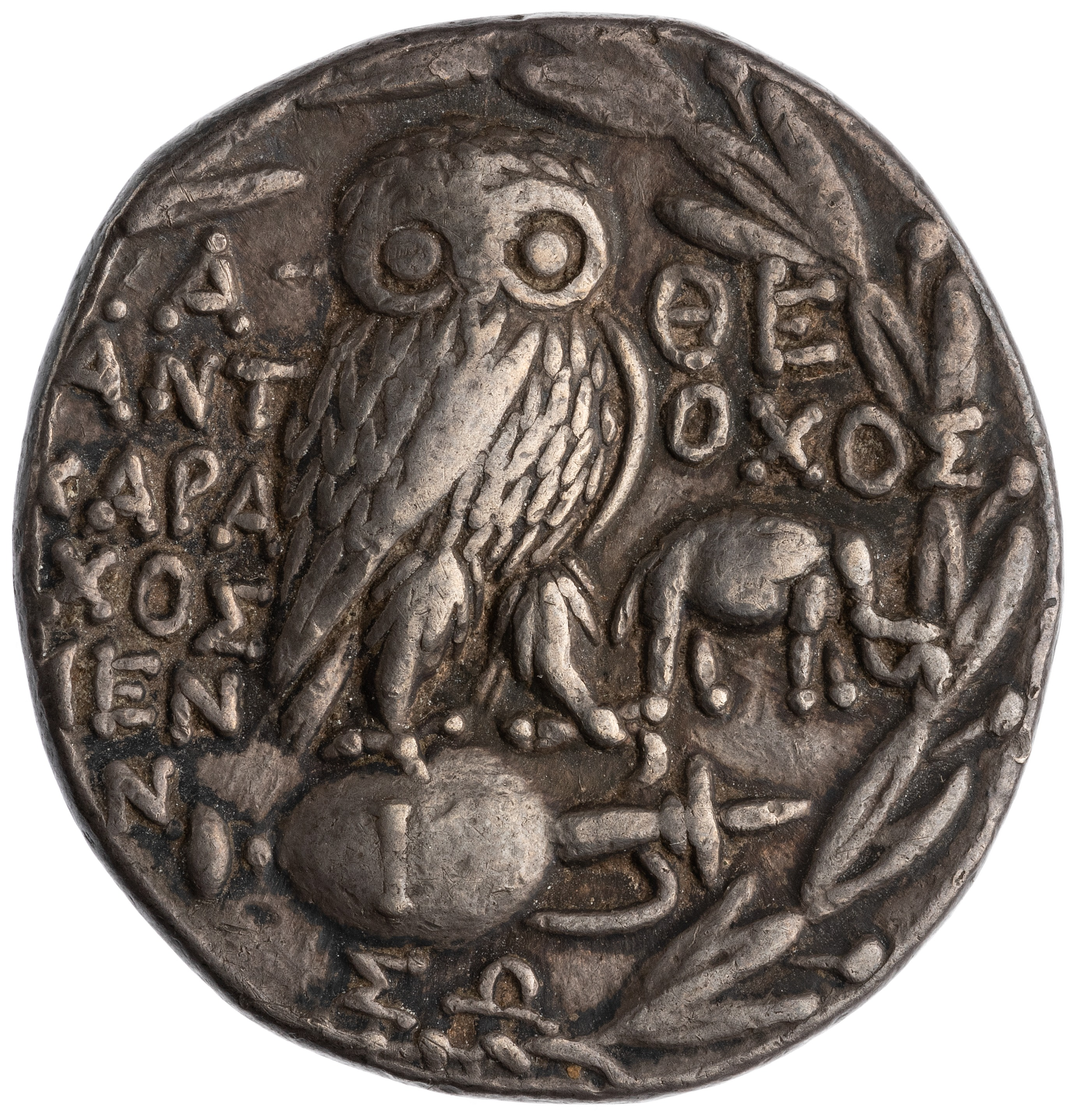
Silberne Tatradrachme aus Athen, 170–30 v. Chr., 16,74 g, Revers

87 v. Chr. wurde Athen von Sulla belagert, anschließend stoppte die Produktion. Danach kam es nur noch zu wenig regulären und kleinen Produktionen, wobei häufig nur die Avers bedruckt wurde. 42 v. Chr. endete die Produktion der Silbermünzen dann komplett nach der Schlacht bei Philippo. Zum einen wurde ein Großteil des Silbers in Athen in Beschlag genommen, um damit die römische Armee zu bezahlen, darüber hinaus war ebenfalls der römische Denar im Umlauf. Dieser war knapp 9 % leichter und verbrauchte daher auch weniger Material. Die athenischen Silbermünzen konnten sich so nicht mehr halten und die Prägung wurde eingestellt. Daraufhin wurden lediglich Bronzemünzen geprägt und verwendet.
Trotz der leichten Variationen und Ausnahmen unter dem Chremonideische Krieg war die Prägung der Silbermünzen sehr persistent, was durchaus ein Symbol für die politische und wirtschaftliche Stabilität einer Stadt war.

## Bronzemünzen
Bronzemünzen wurden in Athen im 4. Jh. v. Chr. eingeführt. In ihrer Entwicklung gab es weniger starke Brüche als bei den Silbermünzen, daher wird im Folgenden die chronologische Einteilung von Kroll übernommen.

### Eleusische Münzen

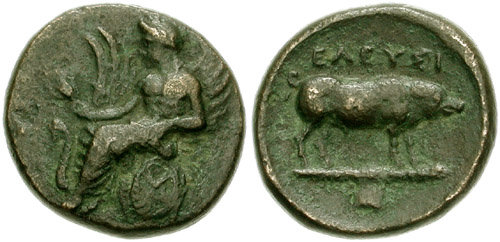
Bronze Münze aus Eleusis, 350–330 v. Chr., 15 mm, Triptolemus (links; Avers), Inschrift EΛΕΥΣΙ und Schwein (rechts; Revers)

Zu Beginn des Hellenismus fanden sich viele Motive der Elysischen Mythen. Diese führen auf die Mysterien von Eleusis (Initiations- und Weihriten) zurück, die ebenfalls zum Athener Staatskult gehörten. Dabei wurden typische Motive der Riten auf die Münzen geprägt, wie die Rückkehr Persephones aus der Unterwelt, Umzüge oder auch Darstellungen von elysischen Gottheiten wie Demeter, Persephone und Dionysos. Das Besondere an diesen Münzen war, dass Demen (Vororte) normalerweise nicht autonom Geld emittierten.
Auf Münzen ließen sich also abwechselnd Motive von Athen (Athena / Eule) und Eleusien (Götter der Mysterien, Triptolemos, Ferkel und Weizen) finden, teilweise auch in Kombination.
Besonders zu Beginn dieser Periode wurden häufig elegische Motive und die Aufschrift Eleusien verwendet, anschließend die gleichen Motive mit athenischer Aufschrift, und schließlich waren auch Athena und die Eule ein übliches Motiv. Diese Darstellung war dabei den Silbermünzen nachempfunden, die Gestaltung der Athena glich der Athena im Pi-Stil mit attischem Helm und der Eule.

### Ca. 229-160 v. Chr.

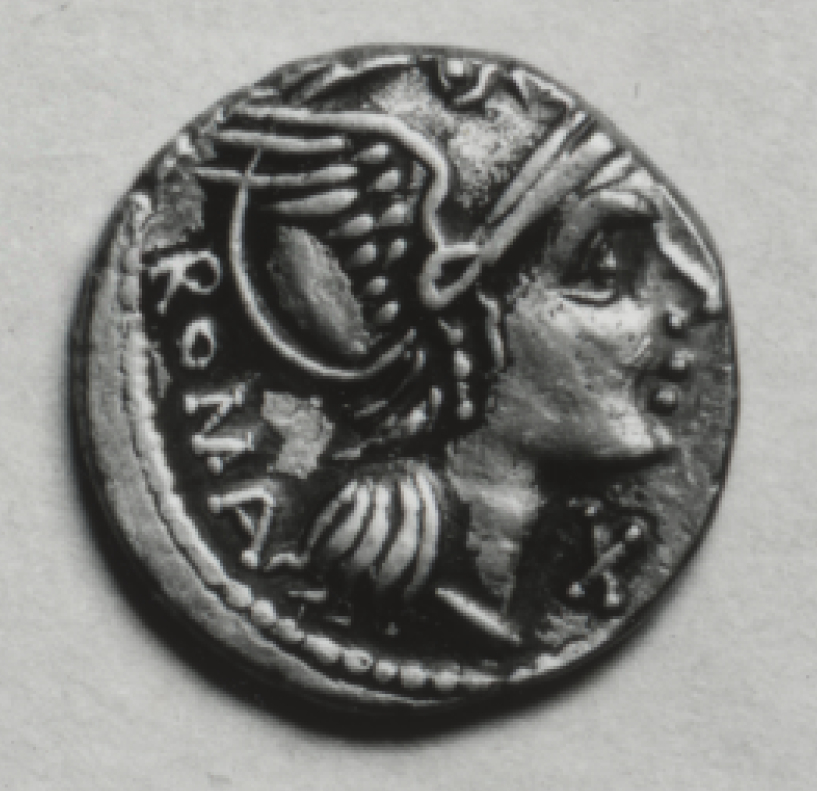
Silberner Denar mit Darstellung von Roma mit kortinthischer Helm mit Flügeln, 93–92 v. Chr., 2,3 cm

Nach dem Ende der mazedonischen Besetzung 229 v. Chr. löste die Freiheit der Stadt nicht nur eine Veränderung bei den Silbermünzen, sondern auch bei den Bronzemünzen aus. So erschien eine vielfältigere nationale Ikonographie. Zu diesen neuen Typen zirkulierten gleichzeitig elegische Motive wie Demeter, Plemhochoe etc. Neben Athena und Demeter wurden auch verschiedene Darstellungen des Zeus und für kurze Zeit der Artemis abgebildet. Zusätzlich kamen Münztypen dazu, die mit politischen Entwicklungen in Verbindung gebracht werden können. So beispielsweise Athena auf dem Avers mit korinthischem Helm und attischen Flügeln, die der Darstellung von Roma auf römischen Denaren ähnelt, wodurch die Verbindung der beiden Städte während des zweiten Makedonischen Krieges dargestellt wird. Darüber hinaus kam es vermehrt zu Überstempelungen alter Typen, vermutlich um ehemalige, zirkulierende, mazedonische Münzen zu verdrängen.

### Ca. 160-87 v. Chr.
In den nachfolgenden Jahrzehnten blieben viele vorherige Darstellungen bestehen, beispielsweise elysische Motive. Gleichzeitig gab es aber einige Neuerungen: es lässt sich nun eine größere ikonographische Vielfalt finden, wie Apollon mit einer Lyra, aber auch komplett neue Götterund neue Paarungen von Göttern kamen hinzu.
Viele dieser Münzen scheinen jedoch nachlässig oder mit abgenutzten Stempeln geprägt worden zu sein, dazu kam eine neue Zusammensetzung des Materials. Wo Blei zuvor einen Anteil von knapp 1 % ausmachte, sind es nun 12–13 %. Dies führte dazu, dass die Münzen ein höheres Gewicht aufwiesen, eventuell um den Wert zu erhöhen und das Material weicher werden zu lassen, wodurch das Prägen der Münzen weniger Zeit in Anspruch nahm.

### Ca. 87-30 v. Chr.
Nach dem Ende von Sullas Besetzung kam es zu einer starken Veränderung der Bronzemünzen. Die Prägung von Zeus stoppte, stattdessen folgten neue (recht schwere) Bronzemünzen, welche viele Ähnlichkeiten mit den Silbermünzen des Neuen Stils hatten, so wurde Athena auf dem Avers nach Vorbild der Statue am Parthenon gestaltet und auf dem Revers fand sich eine Eule auf einer Amphora und Olivenzweige.
Nach dem Ende der Silbermünzen 42 v. Chr. wurden ausschließlich Bronzemünzen geprägt. Diese bestanden aus verschiedenen Ausgaben mit wechselnden Themen. Teilweise wurden Änderungen an bereits bestehenden Prägungen gemacht, wie das kurzzeitige Auslassen der Olivenkränze auf dem Revers. Darüber hinaus lässt sich ein großer Einfluss der Römer auf die geprägten Themen erkennen. Im Winter 39/38 v. Chr. besuchte Marc Anton mit seiner damaligen Frau Athen, dieser ließ sich mittlerweile als „neuer Dionysos“ verehren. So fand man auf den Bronzemünzen nun auch Darstellungen von Dionysos.
Die anschließend produzierten Bronzemünzen hatten einen starken Bezug zu Octavian. Die dargestellten Demeter und Persephone auf dem Revers verwiesen auf die Einweihung Octavians in die Mysterien von Eleusis, die seit dem 2. Jh. v. Chr. auch in der Oberschicht der Römer sehr beliebt waren. Dies fand wenige Wochen nach der Schlacht bei Actium statt. In Verbindung damit wurde auch Nike auf den Bronzemünzen abgebildet, als Zeichen für den Sieg. Alle diese Ausgaben lassen sich auf 31 v. Chr. datieren.
Anschließend folgte eine kurze Unterbrechung der Prägung. Nach dem Ende des Hellenismus wurde die Münzproduktion wieder aufgenommen. Viele Münzen wurden homogen dargestellt zusammen mit elegischen Darstellungen, und während in vielen anderen Städten Augustus auf Münzen geprägt wurde, gab es nur wenige „freie Städte“ wie Athen, die sein Porträt nicht auf Münzen prägten. Trotzdem wurde subtil auf ihn hingewiesen, wie beispielsweise mit den Darstellungen von Sphingen, die auf seine Einnahme von Alexandria anspielen.

## Andere Münzen
Im Gegensatz zu Silber- und Bronzemünzen lassen sich nur wenig Goldmünzen in der Geschichte Athens finden. Ein Beispiel dafür sind Notmünzen von 296 v. Chr. Der Tyrann Lachares befahl alle goldenen Statuen und Schilde einzuschmelzen. Die daraus geschaffenen Münzen zeigten auf dem Avers den Kopf der Athene im Profil, ähnlich dem späten Pi-Stil, jedoch in gröberer Ausführung. Die Eule auf dem Revers wurde sehr zerzaust dargestellt, mit einem großen Federkamm, einem gesprenkelten Körpergefieder und einem neuen Symbol für Kalathos auf der rechten und dem abnehmenden Mond auf der linken Seite.

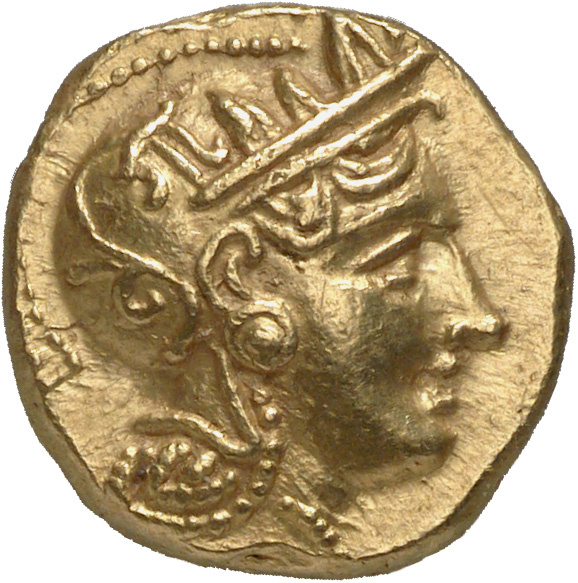
Goldener Stater, Notmünzen aus Athen, 295/294 v. Chr., 8,58 g, 16 mm, Avers
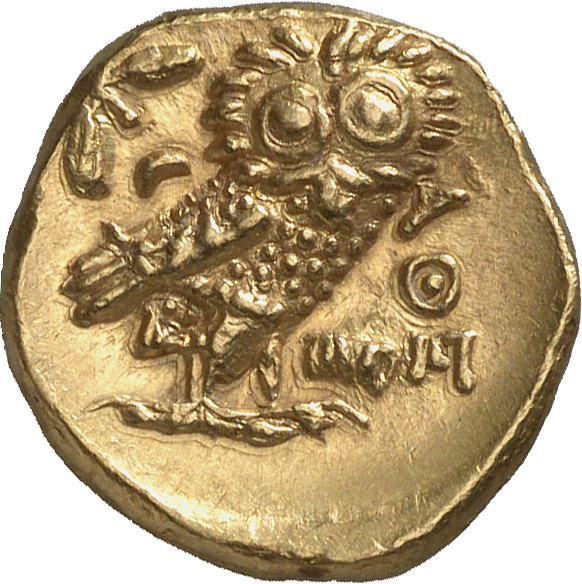
Goldener Stater, Notmünzen aus Athen, 295/294 v. Chr., 8,58 g, 16 mm, Revers